# ATS 5
ATS 5 (Applications Technology Satellite 5) fue un satélite artificial estadounidense dedicado a probar nuevas tecnologías. Fue lanzado el 12 de agosto de 1968 y estaba destinado a demostrar el uso de la banda L para localización de buques, probar un motor iónico, evaluar los efectos de atenuación sobre las señales de radiofrecuencia por la lluvia y probar comunicaciones en banda C. Una vez en órbita geoestacionaria el satélite comenzó a girar sobre sí mismo, pero en sentido contrario al planeado, por lo que los mástiles usados para la estabilización por gradiente gravitatorio no se desplegaron y algunos experimentos, como el motor iónico, no pudieron funcionar. Tras realizar sólo algunos de los experimentos previstos fue impulsado a una órbita por encima de la geoestacionaria al final de su misión.
El satélite estaba estabilizado mediante giro y tenía una estructura de aluminio recubierta de células solares que proporcionaban 150 vatios de potencia. Llevaba baterías de níquel-cadmio con una capacidad de 12 amperios-hora y un sistema de mantenimiento de la posición mediante nitrógeno y tetróxido de nitrógeno. La carga útil incluía un magnetómetro, un motor iónico, un sistema de comunicaciones mediante banda C y banda L y un experimento de propagación de ondas milimétricas.